# Euxoa laminis
Euxoa laminis är en fjärilsart som beskrevs av Smith 1900. Euxoa laminis ingår i släktet Euxoa och familjen nattflyn. Inga underarter finns listade i Catalogue of Life.